# Crímenes comunistas (concepto legal polaco)

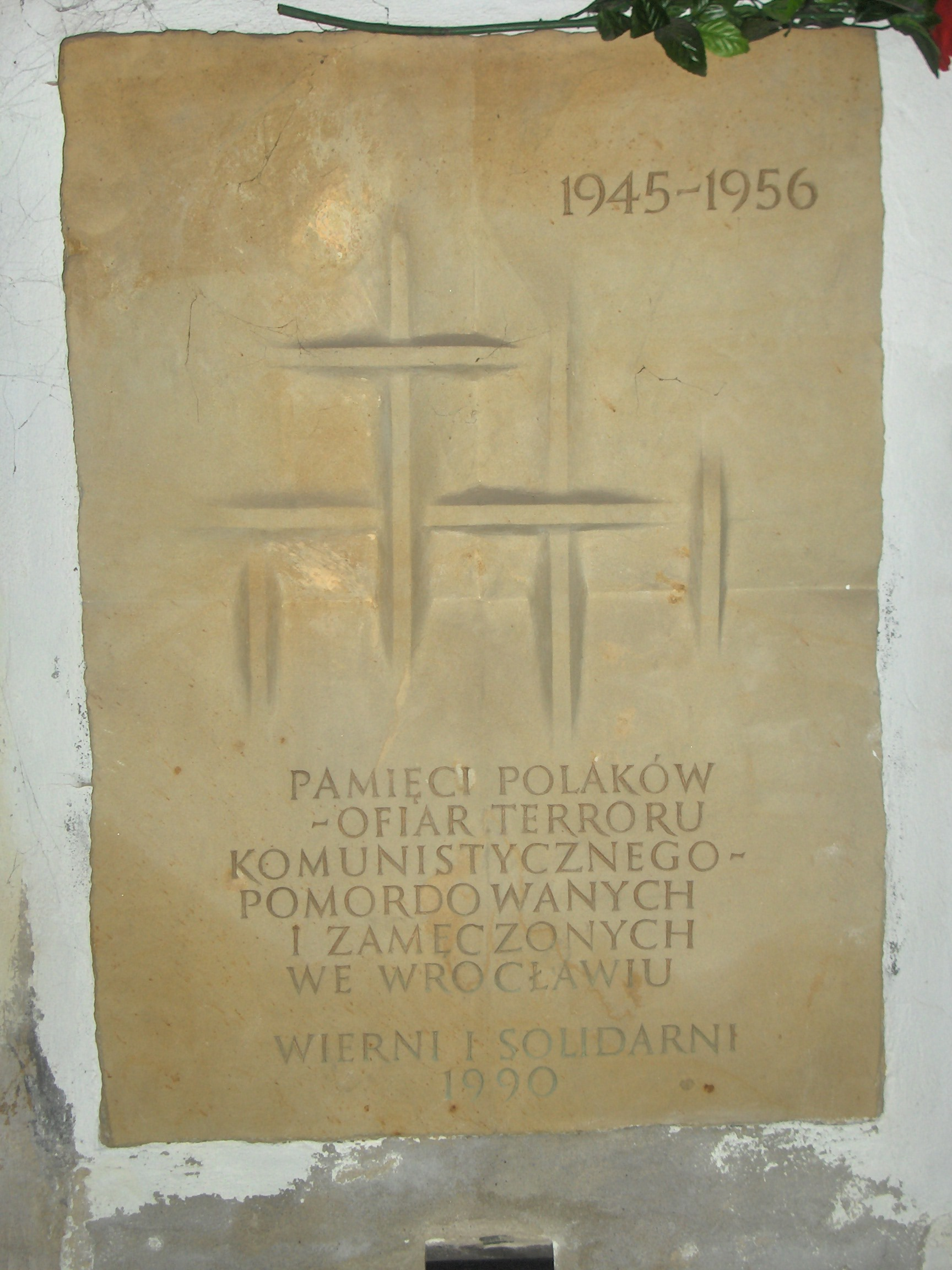
Homenaje a las víctimas polacas que sufrieron los crímenes del comunismo.

Crímenes comunistas (polaco: zbrodnie komunistyczne), es una definición legal utilizada en el derecho penal polaco.
El concepto de crimen comunista también se utiliza de manera más amplia a nivel internacional, y es utilizado por ONG de derechos humanos, así como por agencias gubernamentales como la  Fundación Unitas, el Instituto de Información sobre los Crímenes del Comunismo, el Instituto para el Estudio de los Regímenes Totalitarios, el Instituto de Investigación de Crímenes Comunistas en Rumania y la Oficina de Documentación e Investigación de Crímenes de Comunismo.

## Derecho Polaco
En terminología jurídica, tal como se define en el artículo 2.1 de la Revista de Leyes (Dziennik Ustaw, DzU) de la República de Polonia emitida el 18 de diciembre de 1998, los "crímenes comunistas" constituyen crímenes cometidos por los funcionarios del aparato comunista entre el 17 de septiembre de 1939 (invasión soviética de Polonia) y el 31 de diciembre de 1989 (caída del comunismo). Los delitos allí definidos son represión política o violación directa de los derechos humanos de un individuo o de un grupo; incluidos aquellos, de otro modo nombrados en la legislación penal polaca de ese momento en particular. El concepto también cubre varias otras actividades ilegales prohibidas por las leyes polacas ya vigentes desde 1932, como la falsificación de documentos y su uso con la intención de causar daño a las personas mencionadas en ellos.
El concepto de delitos comunistas se introdujo legalmente en 1998 y se revisó varias veces. Fue diseñado para facilitar los estudios de eventos y el procesamiento de personas con autoridad que cometieron delitos contra ciudadanos polacos y contra el estado polaco. La definición es conceptualmente similar al concepto legal de crimen nazi.

### Artículos del 4 al 7
Un funcionario de un estado comunista se define como un funcionario público, incluidos aquellos que recibieron protección legal similar a los funcionarios públicos, en particular funcionarios gubernamentales y líderes del Partido Comunista. Los funcionarios involucrados probablemente trabajarían para la inteligencia polaca, el servicio de seguridad y otros departamentos de asuntos internos (particularmente censura y asuntos religiosos). Las organizaciones particulares mencionadas como ejemplos incluyen el Ministerio de Seguridad Pública de Polonia, Służba Bezpieczeństwa y Główny Zarząd Informacji Wojska Polskiego. Los crímenes comunistas también podrían haber sido cometidos en Polonia por miembros de servicios civiles o militares extranjeros, como la KGB, NKVD, SMERSH y Stasi.
Los crímenes, reconocidos por el derecho internacional como crímenes de lesa humanidad, crímenes contra la paz y crímenes de guerra, no se ven afectados por la prescripción en Polonia. Esos delitos no se ven afectados ni por los antiguos decretos de amnistía o abolición emitidos en la Polonia comunista antes del 7 de diciembre de 1989. En caso de asesinatos, el plazo de prescripción polaco comienza el 1 de agosto de 1990 y dura 40 años, y 30 años para otros delitos.
El concepto ha reemplazado el término crimen estalinista (zbrodnia stalinowska) utilizado anteriormente en la ley polaca para actos similares, así como el concepto de crimen nazi ha reemplazado al de crimen hitleriano. Tanto los crímenes estalinistas como los hitlerianos fueron definidos por primera vez por la legislación polaca en 1991.
Al redactar el concepto de crimen comunista, los legisladores polacos descartaron específicamente la noción de que un crimen comunista es igual a un crimen nazi, o que la legislación del crimen comunista puede basarse en la del crimen nazi (ya definida en la legislación de 31 de agosto de 1944), ya que, si bien son similares en algunos niveles, son lo suficientemente diferentes en otros como para hacer inaceptables las analogías.
Los crímenes comunistas son investigados principalmente por el Instituto de la Memoria Nacional, un instituto de investigación especial con poderes de procesamiento, creado por la misma legislación que definió el concepto de crimen comunista en 1998. Dos ejemplos de tales crímenes comunistas sin resolver son la persecución de Augustów y la masacre de Kąkolewnica, también conocida como la masacre del bosque de Baran.